# ورزشگاه نلسون ماندلا بی
ورزشگاه نلسون ماندلا بی (به انگلیسی: Nelson Mandela Bay Stadium) یک ورزشگاه چند منظوره در آفریقای جنوبی است.
این استادیوم یکی از مراکز برگزاری بازیهای جام جهانی فوتبال ۲۰۱۰ است.